# Rhodiola primuloides
Rhodiola primuloides là một loài thực vật có hoa trong họ Crassulaceae. Loài này được (Franch.) S.H. Fu miêu tả khoa học đầu tiên năm 1965.